# 王君㚟
王君㚟（？—727年），字威明，瓜州常樂縣（今甘肅瓜州縣南）人，唐代開元年間將領。以功担任右卫副率。721年，在郭知运之后担任河西節度使、右羽林将军。726年，吐蕃大将悉诺逻恭禄入侵大斗拔谷，在青海湖西被王君㚟率领秦州都督张景顺击败。王君㚟为大将军，不久，被瀚海大都督回紇承宗的司马护输所杀。

## 延伸阅读
[在维基数据编辑]
 《舊唐書·卷103》，出自刘昫《舊唐書》
 《新唐書·卷133》，出自《新唐書》

## 附注
1. ↑  㚟：音，廣韻丑略切，意為似兔的一種動物。
2. ↑  .   [2011-02-07]. （原始内容存档于2009-06-02）.